# Olaf Deinert
Olaf Deinert (* 13. Mai 1970 in Marne) ist ein deutscher Jurist und Hochschullehrer. 

## Leben
Nach dem Studium der Rechtswissenschaften von 1989 bis 1994 an der Universität Bremen war Deinert von 1994 bis 1996 als wissenschaftlicher Mitarbeiter an der Universität Rostock tätig. Von 1997 bis 1998 wurde er durch ein Promotionsstipendium der Hans-Böckler-Stiftung gefördert und 1998 mit der Arbeit "Der europäische Kollektivvertrag" promoviert. Nach dem Referendariat beim Kammergericht Berlin arbeitete er von 2000 bis 2004 als wissenschaftlicher Assistent bei Peter Winkler von Mohrenfels. 
Ab August 2004 war er Juniorprofessor für Bürgerliches Recht mit dem Schwerpunkt deutsches und europäisches Arbeitsrecht an der Universität Bremen. Im Mai 2006 habilitierte er sich an der Universität Rostock mit der Schrift "Privatrechtsgestaltung durch Sozialrecht". Nach Lehrstuhlvertretungen in Marburg und Frankfurt an der Oder erhielt er im Wintersemester 2007/08 einen Ruf an die Europa-Universität Viadrina und im Sommersemester 2008 Rufe an die Philipps-Universität Marburg und die Georg-August-Universität Göttingen. Seit dem Wintersemester 2008/09 hat Deinert einen Lehrstuhl für Bürgerliches Recht und Arbeitsrecht an der Georg-August-Universität Göttingen inne.
Deinert ist seit 2007 ehrenamtlicher Richter am Bundesarbeitsgericht und bekleidete von 2016 bis 2018 das Amt des Dekans der Juristischen Fakultät der Universität Göttingen.

## Veröffentlichungen (Auswahl)

### Monographien
- Der europäische Kollektivvertrag, Rechtstatsächliche und rechtsdogmatische Grundlagen einer gemeineuropäischen Kollektivvertragsautonomie, Baden-Baden 1999, ISBN 978-3-7890-6166-0 (zugl. Dissertation)
- Privatrechtsgestaltung durch Sozialrecht, Begrenzungen des Akzeptanzprinzips und Vermögenswertprinzips durch sozialrechtliche Regelungen, Baden-Baden 2007, ISBN 978-3-8329-2662-5 (zugl. Habilitationsschrift)
- Internationales Arbeitsrecht, 2013, ISBN 978-3-16-152403-5
- International Labour Law under the Rome Conventions – A Handbook, 2017, ISBN 978-3-8487-3526-6

### Herausgeberschaften
- International and European Labour Law, Article-by-Article Commentary, 2018, ISBN 978-3-8487-2460-4 (gemeinsam mit Edoardo Ales, Mark Bell und Sophie Robin-Olivier)
- StichwortKommentar Behindertenrecht, 2. Auflage, 2018, ISBN 978-3-8487-3376-7 (gemeinsam mit Felix Welti)